# جامبينار (جليكخان)
جامبينار (بالكردية: Pirhemzîk‏) (بالتركية: Çampınar)‏ هي قرية كرديّة رشوانيّة تتبع إداريّاً لمديرية جليكخان في محافظة أديامان التركية، بلغ عدد سكانها 62 نسمة في عام 2021 ويتبعها نجع دكرمنباشي.